# Орден Британської Індії

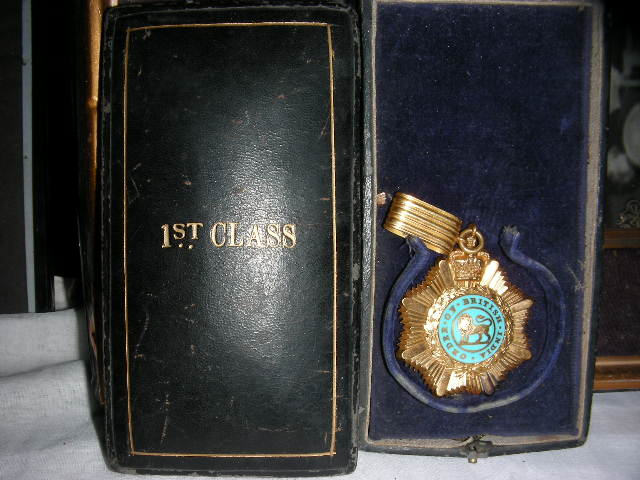
Знаки відмінності 1-го класу зразка 1939 року, з презентаційним футляром

Орден Британської Індії — орден за заслуги, заснований у 1837 році Ост-Індською компанією за «тривалу, вірну та почесну службу». Повноваження компанії були скасовані після повстання в Індії, а орден був включений до Британської системи почестей у 1859 році. Орден втратив чинність у 1947 році, після поділу Британської Індії на домініон Індія та домініон Пакистан.

## Орден
Орден Британської Індії був нагороджений віце-королем Індії за довгу, вірну та почесну службу офіцерами віце-короля (тобто корінними індійцями) в індійській армії. Хоча орден можна було нагороджувати за видатні заслуги в певній кампанії, частіше ним нагороджували обраних офіцерів із стажем служби від 20 до 30 років.

### Заснування
Коли у квітні 1837 року лорд Вільям Бентінк вперше наказав надати орден, він мав на меті відзначити службу індійських офіцерів у військових силах Ост-Індської компанії. Ці так звані «тубільні офіцери» зіткнулися з повільним просуванням за системою, яка базувалася на просуванні за вислугу років. 1-й клас Ордену присвоював титул сірдара бахадора 100 субедарам і ризальдарам (старші індійські офіцерські чини), членство яких було обмежено, а також надбавку до зарплати на дві рупії на день. Призначення до 2-го класу, обмеженого додатковими 100 індійськими офіцерами будь-якого рангу, давало право отримувачу звання бахадура та більш скромне підвищення заробітної плати. Однак у статті, опублікованій у Calcutta Review у 1856 році, Генрі Лоуренс висловив думку, що орден став «фактично нагородою старості», а його носіями були переважно пенсіонери.

### Пізніша історія
У вересні 1939 року право було розширено, щоб включити місцевих офіцерів, які служили в Індійських державних силах, прикордонному корпусі та військовій поліції, і додатково розширено в січні 1944 року, щоб включити місцевих офіцерів та індійських прапорщиків Королівського флоту Індії та Гонконгу та Королівська артилерія Сінгапуру, а також іноземні офіцери, які могли бути призначені почесними членами Ордену.

### Зовнішній вигляд
Орден нагороджувався двома ступенями, обидва носилися на шийній стрічці: Перший клас. Знак складався із золотої зірки 1,7 дюйма (43 мм) у діаметрі, що складається із золотих променів із словами в центрі: ОРДЕН БРИТАНСЬКОЇ ІНДІЇ, що оточує лева на фоні світло-блакитної емалі, оточений лавровим вінком, увінчаним короною. Емаль за написом була темно-синьою до 1939 року, коли її змінили на таку ж світло-блакитну, як і позаду лева. Одержувачі першого класу мали право використовувати титул Сардар Багадур (героїчний лідер). Другий клас. Значок складався з трохи меншої золотої зірки 1,5 дюйма (38 мм) у діаметрі аналогічного дизайну першого класу, але без коронки та з емаллю по центру темно-синьою емаллю. Одержувачі другого класу мали право на звання Банадур (герой).
Власники обох класів могли використовувати післяіменні літери OБI.
Усі початкові нагороди до ордена належали до другого класу, а до першого класу призначалися існуючі члени другого класу.
Спочатку стрічка була небесно-блакитного кольору, але в 1838 році змінилася на темно-червону після того, як виявилося, що олія для волосся, яку люблять індійські солдати, забруднює стрічку. З вересня 1939 року стрічка першого класу мала дві тонкі світло-блакитні смуги, додані до центру темно-червоної стрічки, тоді як другий клас мав одну світло-блакитну смужку, додану до центру стрічки.
Пакистан нагородив орденом невелику кількість відряджених британських офіцерів, які зробили видатні заслуги під час здобуття незалежності.

## Одержувачі
Нижче наведено неповний список людей, відзначених Орденом Британської Індії:

### Перший клас
- Капітан Сардар Багадур Гулам Мохі-уд-дін Хан (1881—1953) з села Хасан Патан, округ Гуджрат, Пенджаб, був нагороджений орденом Британської Індії (OБI) першого ступеня та медаллю Індії за видатні заслуги (IDSM) за його внесок у Великі війни та довгі заслуги в 5/1 Пенджабському полку.

Капітан Сардар Бахадур Ранджит Сінгх Рура Сірса Дістт Джалаун отримав звання OБI 1-го класу та MBE (член Британської імперії), він є субедаром-майором у 1-му польовому полку
- Сардар Багадур, генерал-майор Бахшиш Сінгх OБI 1-го класу 14 червня 1912 (військовий секретар Патіала).[6]
- Сардар Багадур, майор Дауд Хан, командувач уланами штату Алвар. Він був присутній на Діамантовому ювілеї королеви Вікторії в 1897 році, де британський уряд нагородив його Орденом Британської Індії 2-го ступеня. У 1904 році йому присвоєно 1-й ступінь цього ж ордена[7].
- Капітан Сардар Багадур Гардхара Сінгх Мінхас OБI був нагороджений OBI (першого класу) за його внесок у Велику війну та тривалу службу.[8]
- Полковник Сардар Багадур Тхакур Багадур Сінгх Багавас OБI нагороджений за внесок у битву під Хайфою під час Першої світової війни та довгу службу. https://timesofindia.indiatimes.com/city/jaipur/remembering-kana-general-hero-of-the-1918-haifa-battle/articleshow/77208542.cms
- Почесний капітан Мухаммад Хан, OБI (1-й клас), 10-й полк Белуджа.

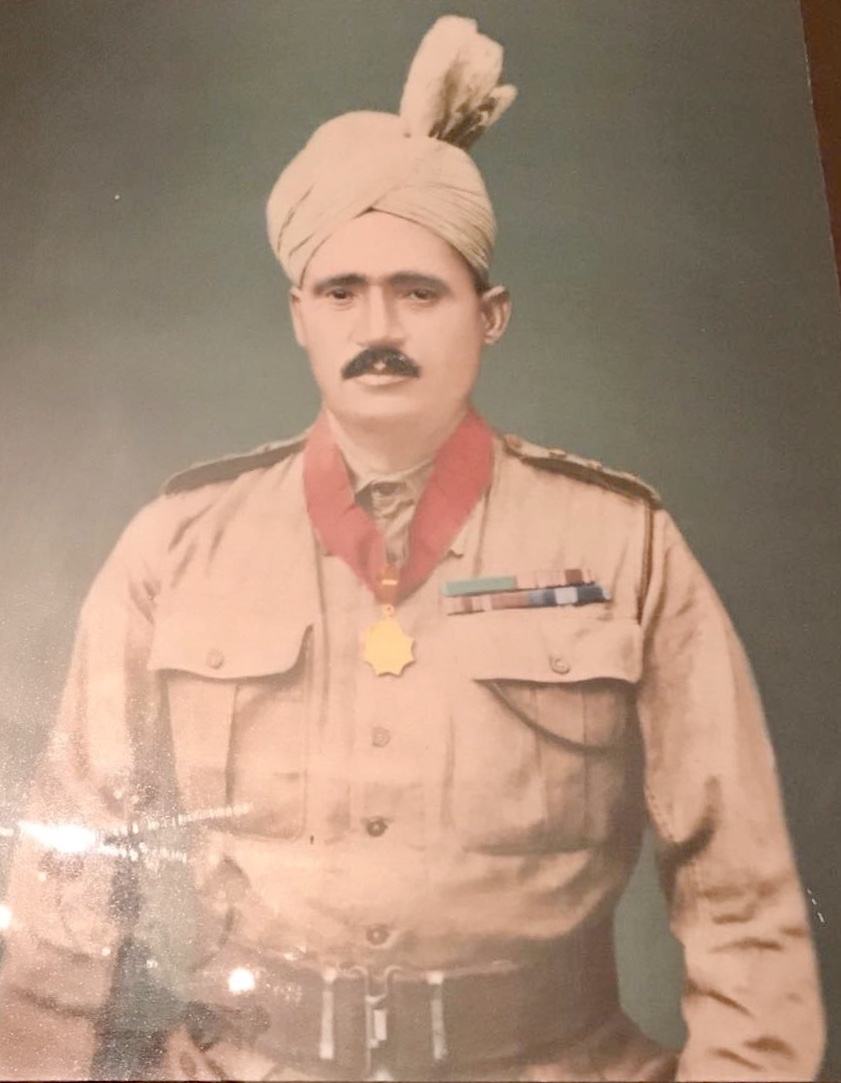
Почесний капітан Мухаммад Хан на фото з медаллю першого класу OБI

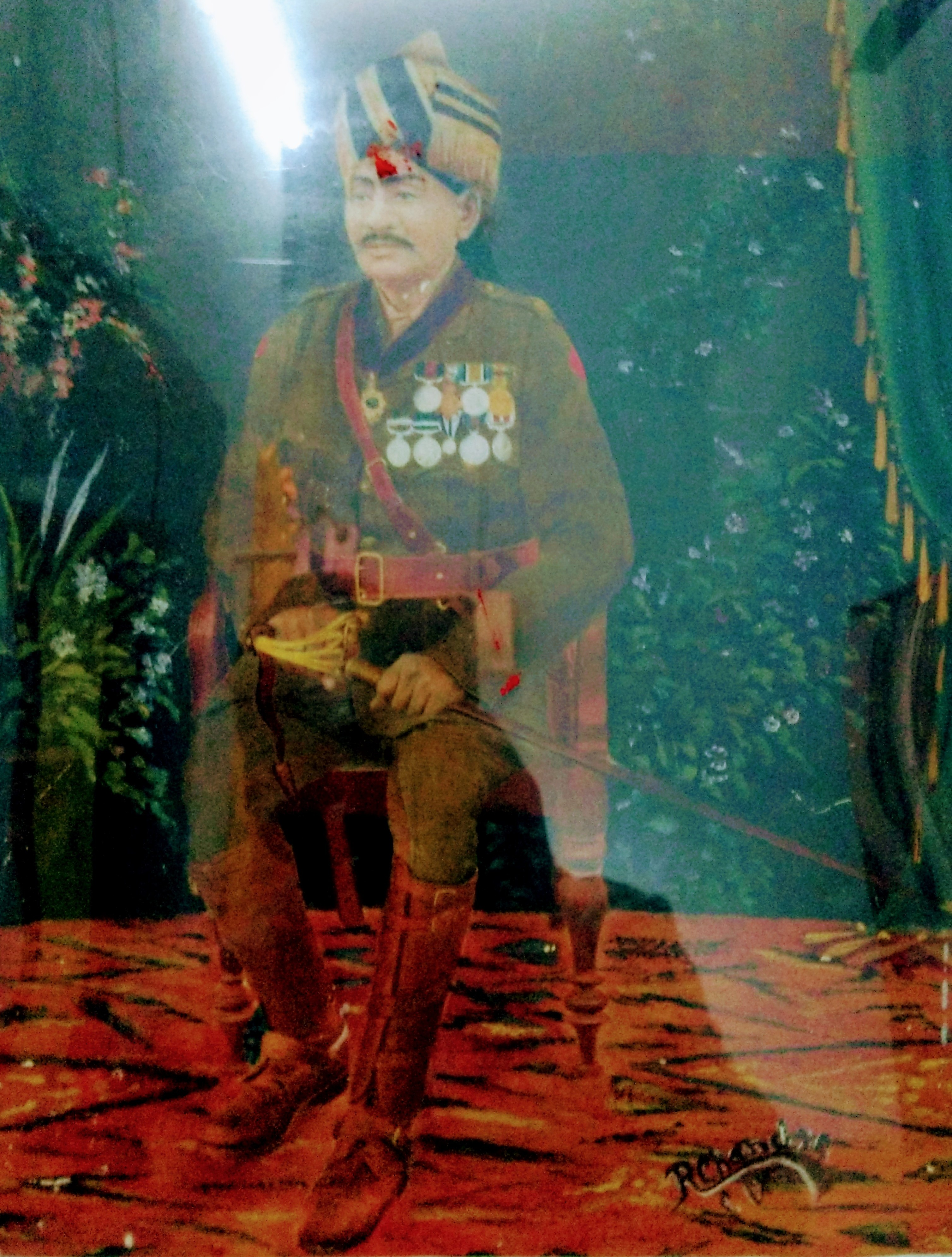
Портрет почесного субедарського майора Багадура МУЛТАНІ РАМА з його медалями (першого класу) та відзнаками.

- Субедар-майор Багадур Мултані Рам, OБI (перший клас) 1920, IDSM, кантонер Файзабад (Королівська армія), учасник Першої світової війни.
- Сардар Багадур Унджур Тіварі, 1-й бенгальський туземний піхотний полк. Шпигував на користь британських військ під час повстання в Індії.[9]
- Полковник Рао Багадур Тхакур Балу Сінгх Джі Індерпура, OBI, IDSM (1-й клас)

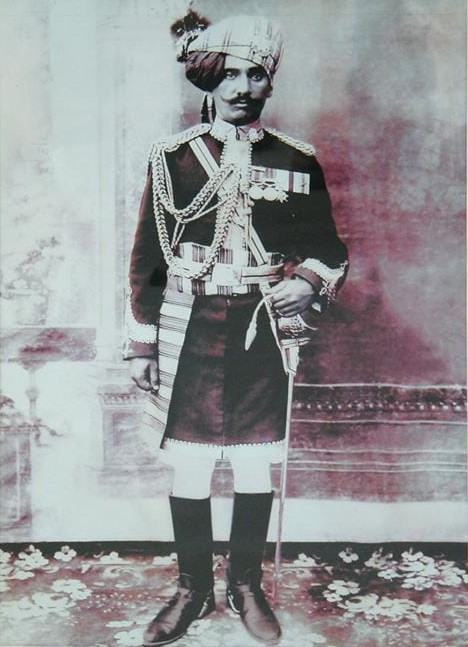
Полковник Рао Бахадур Балу Сінгх OBI IDSM

- Наваб Мір Хашим Алі Хан, полковник Хасім Наваз Юнг, OБI SB, (1-й клас 1897).[10]
- Сардар Багадур, лейтенант Раджа Пейнда Хан, OБI вождь Мохра Раджган Джелум, 1/14 Пенджабського полку.
- Сардар Багадур, капітан Мувера Калапа, OБI, 71-й стрілецький полк Ґургів, Друга світова війна в Бірмі.
- Сардар Багадур Раджа Джеорадж Сінгх, Сандва, CBE, OБI, генерал-майор Збройних сил штату Біканер, член Виконавчої ради штату Біканер, Раджпутана.[11]
- Сардар Багадур Капітан Раджа Фероз Хан Вождь Горха Раджган Джелум, OБI, Стрільці прикордонних військ.[12]

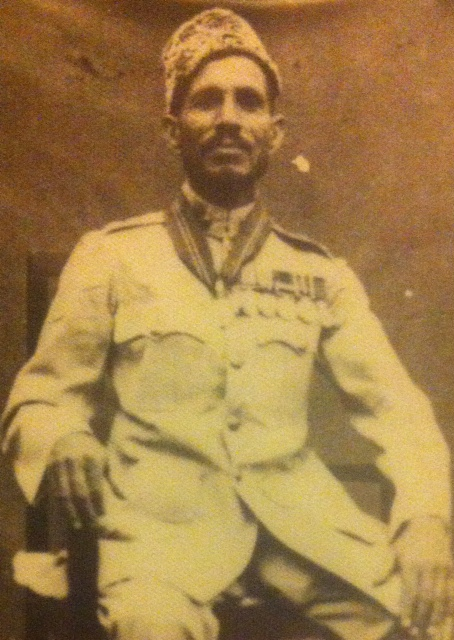
Почесний лейтенант Пелван Хан OБI першого класу

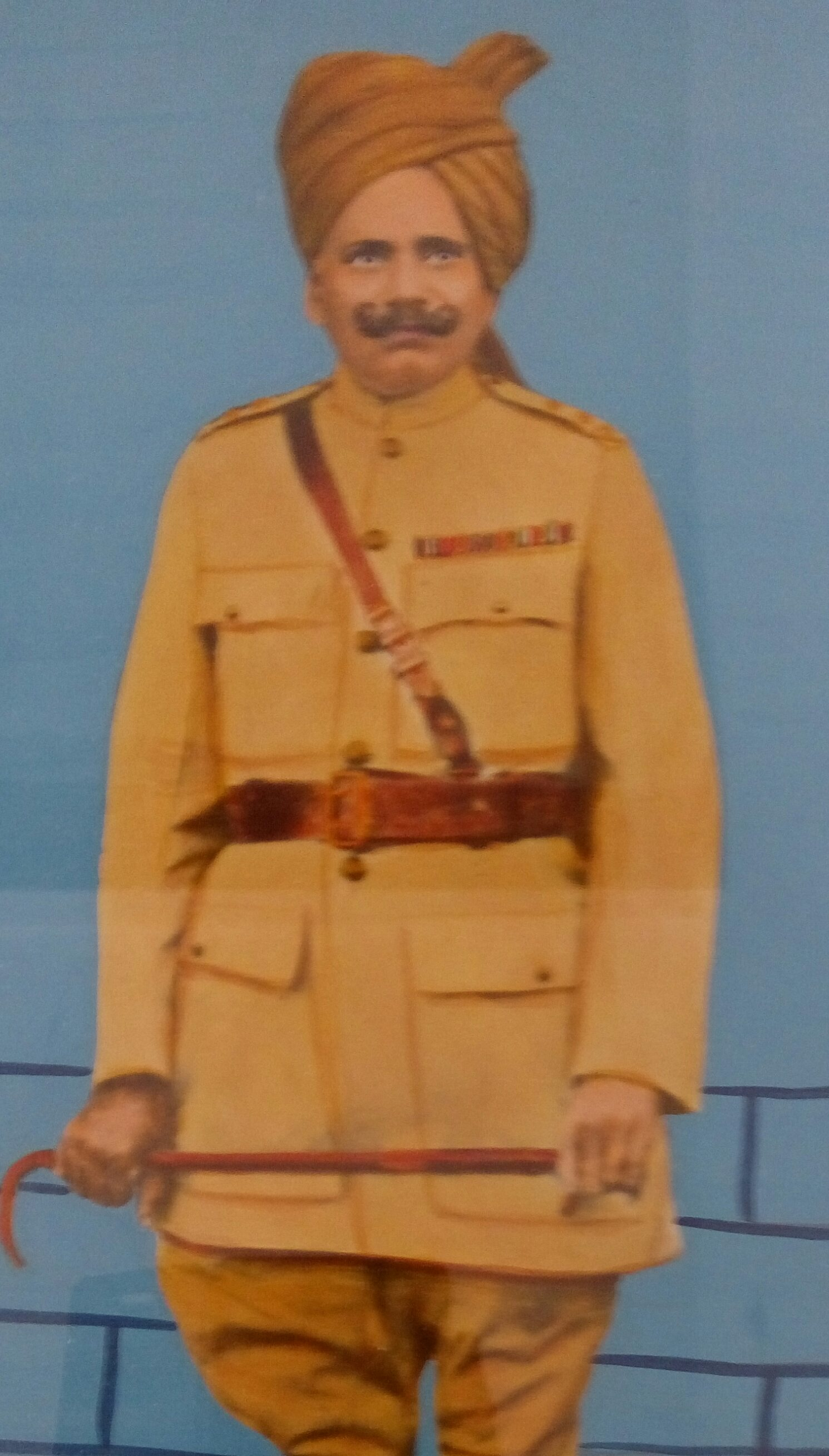
Почесний капітан «Сардар Багадур» Реват Сінгх Чандават Готан Війна. Високі нагороди за Першу світову війну

- Хан Багадур Генерал-майор Фатех Насіб Хан OBI 1-го класу 17 січня 1929 (головнокомандувач військами штату Алвар).[13]

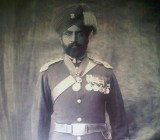
Почесний капітан Сардар Багадур, Міхр Дін, OBI (1-й клас)

- Почесний капітан Хан Бахадур Маулві Масбахуддін Ахмед Хан, OБI (1-й клас), Заміндар Фулді, Бенгалія.
- Почесний капітан Сардар Багадур Бхола Сінгх Гулія, OБI (1-й клас), Індійський оглядовий полк Бадлі, Хар'яна, Індія.[14]
- Субадар-майор і почесний капітан Сардар Багадур Гафур Хан OБI, IDSM пізнього 4/15-го Пенджабського полку.[15]
- Субедар-майор і почесний лейтенант Сардар Багадур Пехлван Хан MBE, OЬI, медаль «Бронзова зірка».[16]
- Сардар Багадур Тіку[17][18] Сінгх Тапа, OБI,[19] KPM, CM, 2-й командувач військової поліції Гуркхів.
- «Сардар Багаудур», почесний капітан Бакші Джагат Сінгх, OБI (1-й клас); був зарахований до 5-го Бенгальського кавалерійського полку в 1857 році, брав участь у «війні в Бутані», потім служив розвідником в Афганістані, надаючи цінні карти та ескізи маршрутів; пішов у відставку з 16-го Бенгальського кавалерійського полку.
- Почесний капітан Тадж Мохаммад Хан OБI, IDSM, Вершники Пуна.
- Почесний КАПІТАН ДЖАВАЛА СІНГХ, сардар Е бахадур мехсам ДІСТТ ГУДЖРАТ ОБІ, МОМ, Королівська Вікторіанська медаль, Коронаційна медаль Георга VI 14 СИКХ ПЕННІЄР

### Другий клас

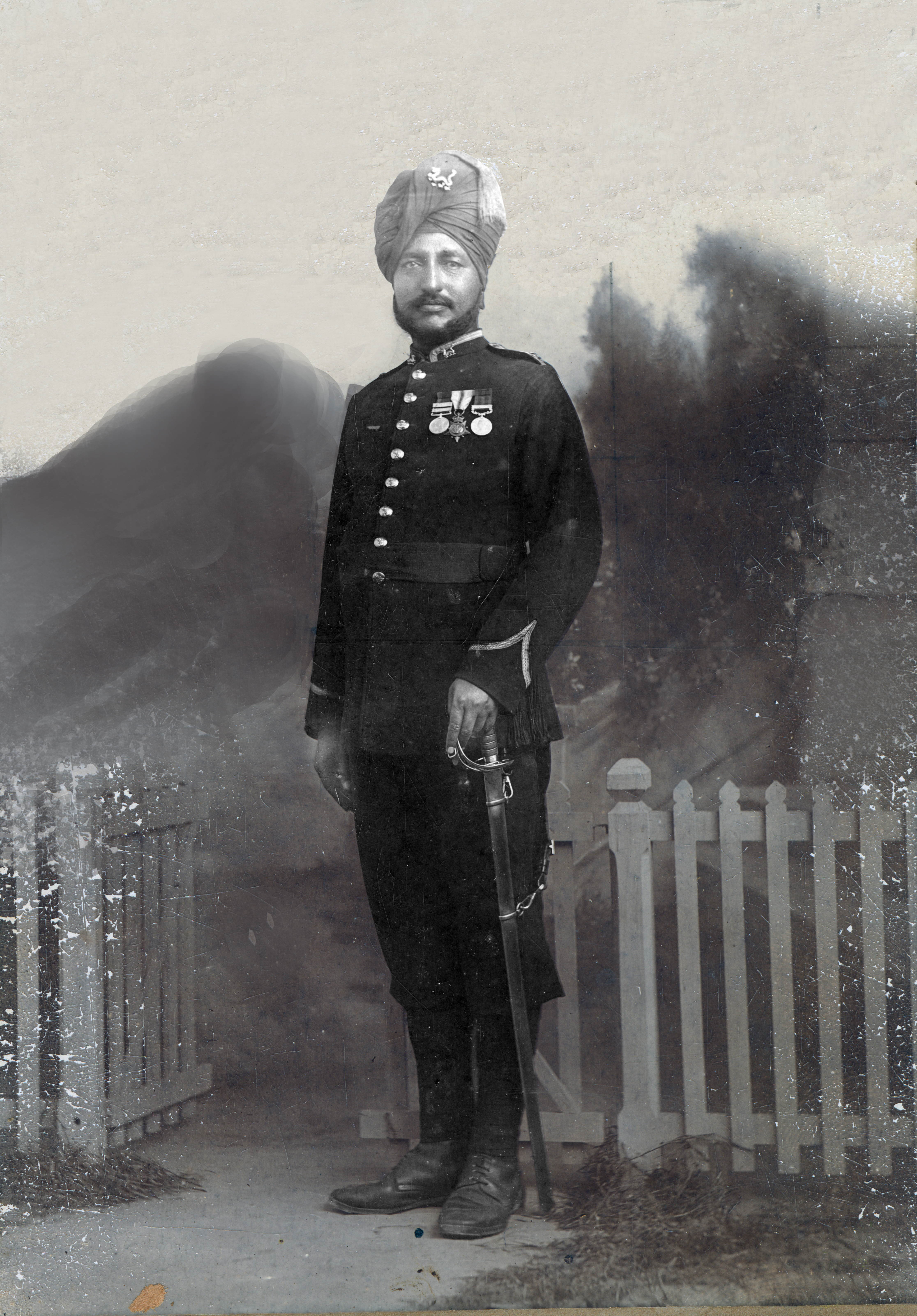
Субедарський майор Пуршотам Дасс біля воріт свого будинку в селі Турал, округ Кангра

- Субедарський майор Пуршотам Дасс біля воріт свого будинку в селі Турал, округ Кангра Рісалдар Надір Алі Хан, Бамба Раджпут, 9-й полк вершників Годсона.[20]
- Субедар і почесний капітан Багадур Інайят Уллах Асмі, OBI (2-й клас), 10-й полк Белуджів.[21]
- Субедар-майор Багадур Джагіндар Сінгх, OБI (2-й клас), МОМ (2-й клас).[22]
- Субедар-майор Пуршотам Дасс OBI (2-го класу) з 74-го пенджабського полку (село Турал, округ Кангра) нагороджений орденом Британської Індії 16 квітня 1911 року.
- Субедар-майор і почесний лейтенант Рам Сінгх Кайла, Бахадур, IOM, OБI, 15-й полк сикхів Лудхії (1887—1916), 82-й полк пенджабців (1916–21). IOM за галантність у Чагра-Котал (Тірах, СЗПП, Пакистан).[23]
- Командир Сардар Бахадур Нараїн Сінгх Хундал, OБI 2-го класу, сили штату Капуртала.[24]
- Рісалдар Мір Тад Хан Тарін з 9-го Ходсонського кінного полку
- Субедар (Hony Subedar-Major) Амар Натх Пурі, Багадур, OБI, Індійський медичний департамент, призначений у IMH Bakloh у 1942 році.
- Рісальдар Майор Ганга Дат, Почесний лейтенант, 2-й уланський полк, OБI, 1917 рік, Франція
- Субедар-майор Бахадур Саєд Назар Мохаммад Шах, OБI (2-й клас)[25]